# Columbia (Karolina Północna)
Columbia – miasto w Stanach Zjednoczonych, w stanie Karolina Północna, w hrabstwie Tyrrell.